# Plaza de Cort
La plaza de Cort es una plaza del centro de Palma de Mallorca (Mallorca, Islas Baleares, España), donde está situado el ayuntamiento de la ciudad.
En los alrededores de la plaza están la Calle Colón, la Plaza de Santa Eulalia y la sede del Consejo Insular de Mallorca.
El nombre de la plaza proviene de que allí se reunían la corte de la ciudad (Cort, en catalán).

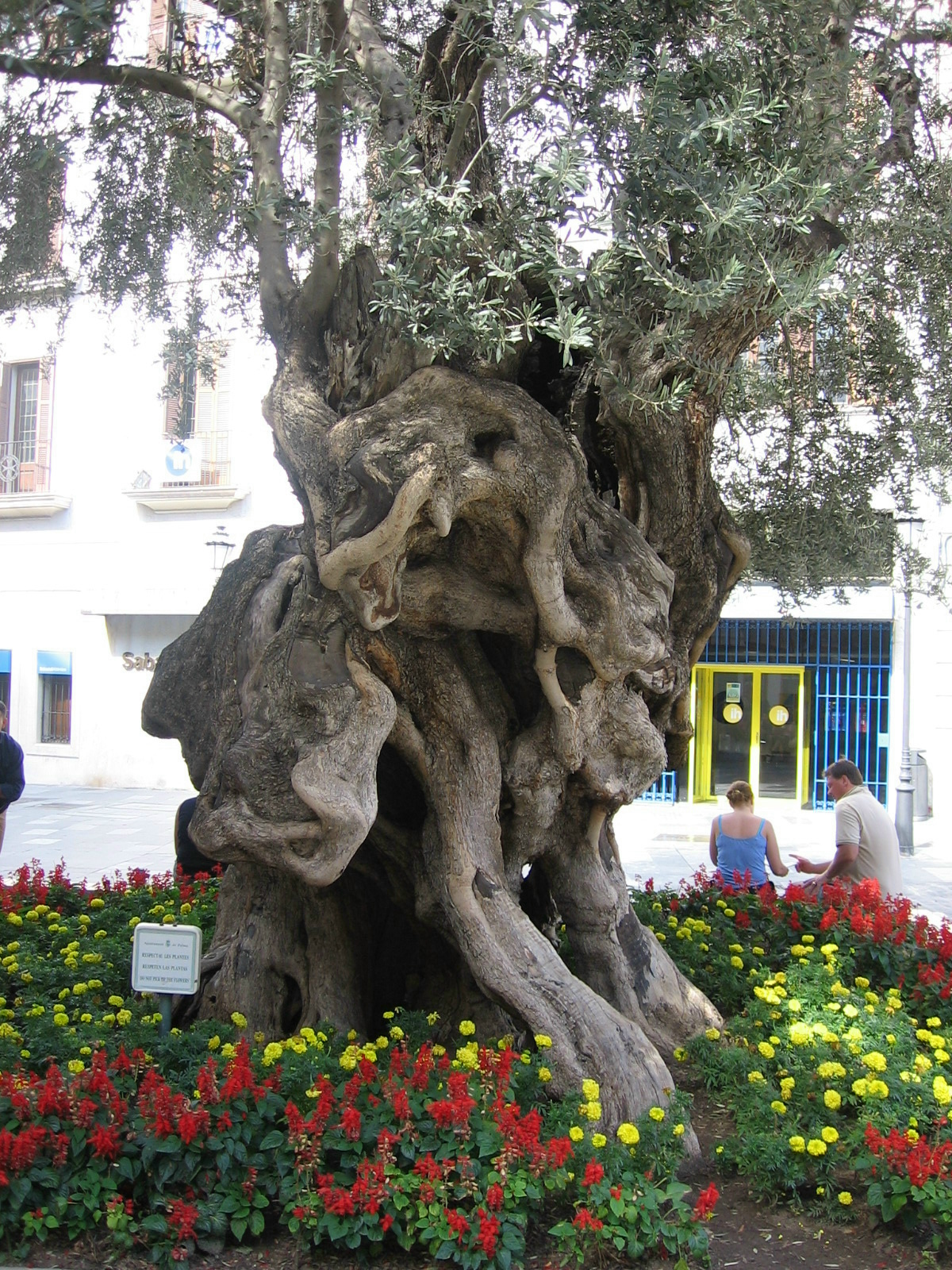
Olivo centenario en el centro de la plaza